# Folikulární buňka (štítná žláza)
Folikulární buňky jsou buňky, které zprostředkovávají tvorbu hormonů štítné žlázy, konkrétně tyroxinu a trijodthyroninu.
Vychytávají jod z krve a tvoří neaktivní hormony, které se hromadí ve folikulech. Ty poté přechází do folikulárních buněk, kde se odštěpují jejich přebytečné proteinové složky a uvolňují se do krve.